# Nelson Prudêncio
Nelson Prudêncio (Lins, 4 de abril de 1944 – São Carlos, 23 de novembro de 2012) foi um atleta de salto triplo e professor brasileiro.
Juntamente com Adhemar Ferreira da Silva e João do Pulo foi um dos maiores desportistas de sua modalidade tendo conquistado a medalha de prata nos Jogos da Cidade do México, em 1968, e a de bronze nos Jogos de Munique em 1972.
Caçula dos 16 filhos de Romualdo e Maria Beatriz, também tinha diploma de torneiro mecânico e casou-se com Maria Luiza, com quem teve os filhos Cristiana, bióloga, e Marcio, educador físico.

## Carreira
Nelson já tinha 20 anos quando foi apresentado ao atletismo por Reinaldo Ienne, na pista do Bolão, em Jundiaí (SP), cidade onde morava. No fim de 1964, já atingia 13,76 metros no salto triplo com apenas dois treinos por semana.
Em 1965, seu segundo ano de carreira, venceu o Sul-Americano no Rio de Janeiro com 14,96m. Dois anos depois, conquistava a prata no Pan-Americano de Winnipeg, no Canadá, saltando 16,45m, 9 cm menos que o campeão Charles Craig, dos EUA.
A disputa pelo ouro no México, quando tinha 24 anos, foi histórica. Ele, o soviético Viktor Saneyev e o italiano Giuseppe Gentile chegaram a quebrar o recorde mundial nove vezes em apenas quatro horas. A marca subiu de 17,03 para 17,39 metros, mas a maior marca foi a do soviético, tendo Nelson Prudêncio alcançado 17,27 metros e sido o detentor do recorde mundial por alguns minutos. Prudêncio conquistou a prata, o ouro ficou com o soviético e o bronze com o italiano.[carece de fontes?]
Em 1971, no Pan-Americano de Cáli, na Colômbia, ficou em segundo com 16,82m, atrás do cubano Pedro Perez que bateu o recorde mundial. No ano seguinte, na Olimpíada de Munique, ficou com o bronze, com 17,05m, atrás de Saneyev (17,35m) e do alemão oriental Jörg Drehmel (17,31m).
Ele estudou educação física em São Carlos na Escola Superior de Educação Física de São Carlos, onde residiu e foi professor durante vários anos, curso que hoje é vinculado à Universidade Federal de São Carlos (UFSCar). Em 1983 concluiu o mestrado na Universidade de São Paulo e em 2006 o doutorado na Universidade Estadual de Campinas.
Foi vice-presidente da Confederação Brasileira de Atletismo (CBAt), na chapa de Roberto Gesta de Melo. Nelson Prudêncio foi professor doutor da Universidade Federal de São Carlos, no curso de licenciatura em educação física, responsável pela disciplina de Atletismo e Teorias de Treinamento.
Foi recipiente da Medalha do Mérito Desportivo Militar.
Nelson Prudêncio teve câncer de pulmão e veio a falecer após um período de coma, internado na Casa de Saúde de São Carlos.